# Фалль, Мустафа
Мустафа Фалль (фр. Moustapha Fall; род. 23 февраля 1992, Париж, Франция) — французский профессиональный баскетболист, играющий на позиции центрового в греческом клубе «Олимпиакос».

## Карьера
Профессиональную карьеру Фалль начал в «Пуатье Баскет 86». За основную команду он дебютировал в 19 лет, но продолжал выступать в молодёжной команде. С 2011 по 2013 год за основную команду он провёл 16 игр, набирая в среднем 2 очка и 2 подбора. Полноценный переход во взрослую команду случился в 2014 году, но к тому времени «Пуатье» вылетел в лигу Pro B. За 50 матчей во второй по силе лиге Франции Мустафа набирал в среднем по 5,6 очка, 4,1 подбора и 1,2 блок-шота. Суммарно за «Пуатье» Мустафа отыграл 66 матчей, в среднем набирая 3,2 очка и 2,8 подбора.
Сезон 2014/2015 Фалль провёл в «Монако» и помог команде выйти в высший дивизион чемпионата Франции, набирая по 6,7 очка и 6 подборов в 33 матчах.
В сезоне 2015/2016 Фалль выступал за «Антиб Шаркс», набирая 10,9 очка, 6,8 подбора и 1,5 блока за 27 игр.
В межсезонье Фалль играл в Летней лиге НБА за «Лос-Анджелес Лейкерс», а по возвращении в Европу перешёл в «Элан Шалон», с которым стал чемпионом Франции и финалистом Кубка Европы ФИБА. По итогам сезона 2016/2017 Мустафа был признан лучшим защищающимся игроком чемпионата Франции, где он отыграл 45 матчей, набирая 11,5 очка и 8,3 подбора.
Сезон 2017/2018 Фалль провёл в «Сакарье ББ», где выходил на площадку в стартовом составе в каждом матче и набирал в среднем 9,1 очка и 6,1 подбора в 29 играх чемпионата Турции.
В июле 2018 года Фалль перешёл в «Локомотив-Кубань». В Единой лиге ВТБ Мустафа провёл 18 матчей, где набирал в среднем 7,9 очков и 4,6 подбора. В 10 играх Еврокубка его статистика составила 5,6 очка и 2,9 подбора.
В июле 2019 года Фалль стал игроком «Тюрк Телеком». В чемпионате Турции Мустафа набирал в среднем 12,0 очка и 8,2 подбора за игру. В Лиге чемпионов ФИБА Фалль был включён во вторую символическую пятёрку. Его статистика составила 11,6 очка и 7,7 подбора в среднем за матч.
В июне 2020 года Фалль перешёл в АСВЕЛ. В 31 матче Евролиги его статистика составила 8,8 очка, 5,5 подбора, 1,8 передачи и 0,1 перехвата в среднем за игру. В Кубке Франции Мустафа стал победителем турнира и был признан «Самым ценным игроком» финала.
В июне 2021 года Фалль подписал контракт с «Олимпиакосом».
В марте 2022 года Фалль продлил контракт с «Олимпиакосом» на 3 года. 19 марта 2024 года клуб и игрок договорились о продлении контракта до 2027 года, по которому Фалль будет получать 1,7 млн евро в год.

## Сборная Франции
В 2015 году Фалль привлёк внимание студенческой сборной Франции, с которой отправился на Универсиаду в Кванджу. Сборная Франции прошла групповой этап без поражений, но оступилась в 1/4 финала с бразильцами и заняла 5 место. Мустафа сыграл в 6 матчах, в которых набирал в среднем по 6,3 очка и 5,3 подбора.
Летом 2021 года, в составе сборной Франции, Фалль стал серебряным призёром Олимпийских игр.
7 июля 2022 года главный тренер Венсан Колле и генеральный менеджер Борис Дьяо огласили список из 17 игроков, приглашённых в состав сборной Франции для подготовки к чемпионату Европы-2022, в который вошёл Фалль.
В августе 2022 года, во время подготовки к чемпионату Европы, Фалль получил повреждение мышцы бедра. Обследование показало, что Мустафа не сможет принять участие в этом турнире. В течение нескольких недель Фалль проходил реабилитацию во Франции, что позволил ему восстановиться от травмы и получить разрешение от врача «Олимпиакоса» и медицинского персонала сборной Франции. За несколько дней до начала чемпионата Европы Венсан Колле решил включить Фалля в окончательную заявку сборной Франции и заменил другого центрового Муаммаду Жайте.
На чемпионате Европы-2022 Фалль стал серебряным призёром. В 8 матчах турнира его статистика составила 3,1 очка, 2,6 подбора, 1,0 передачи и 0,6 блок-шота. В финальном матче против сборной Испании (76:88) Мустафа провёл на площадке 6 минут 31 секунду и отметился 1 подбором и 1 блок-шотом.

## Достижения

### Клубные
- Серебряный призёр Кубка Европы ФИБА: 2016/2017
- Чемпион Греции: 2021/2022
- Чемпион Франции (2): 2016/2017, 2020/2021
- Победитель второго дивизиона чемпионата Франции: 2014/2015
- Обладатель Кубка Греции: 2021/2022
- Обладатель Кубка Франции: 2020/2021

### Сборная Франции
- Серебряный призёр Олимпийских игр: 2020
- Серебряный призёр чемпионата Европы: 2022